# Lophoceramica pallicauda
Lophoceramica pallicauda là một loài bướm đêm trong họ Noctuidae.